# Miloš Krasić
Miloš Krasić (srbsko Милош Красић), srbski nogometaš, * 1. november 1984, Titova Mitrovica, Jugoslavija.
Krasić je bil nazadnje član Lechie iz Gdańska. Nastopal je tudi za srbsko reprezentanco.

## Klubska kariera

### Zgodnja leta
Miloš Krasić je kariero začel na Kosovu, pri Rudarju iz Kosovske Mitrovice, vendar se je družina morala preseliti v Novi Sad zaradi vojne, ki je takrat divjala na Kosovu. Krasić je v tem času bil tudi na preizkušnji pri Crveni Zvezdi, vendar ga je takratni mladinski trener Toma Milićević zavrnil.
Pri štirinajstih letih je začel igrati za Vojvodino in pri osemnajstih letih je debitiral za člansko ekipo ter postal najmlajši kapetan v zgodovini novosadskega kluba. Za klub je zbral 77 nastopov in 7 zadetkov.

### CSKA Moskva
Leta 2004 je za 2,2 milijona evrov prestopil v moskovski CSKA, s katerim je dvakrat osvojil ruski naslov (2005 in 2006), ruski pokal (2005 in 2006), tri superpokale (2004, 2006 in 2007) ter Pokal UEFA v sezoni 2004/2005.

### Juventus
Leta 2010 je prestopil v Juventus iz Torina, kjer je že v prvi sezoni postal eden glavnih igralcev kluba.

## Reprezentančna kariera

### Do 21 let
Krasić je imel pomembno vlogo pri reprezentance Srbije in Črne gore U-21 na zadnjih dveh evropskih prvenstvih U-21 let ter v ekipi za Olimpijske igre. Bil je del ekipe, ki je osvojila drugo mesto na evropskem prvenstvu U-21 let v Nemčiji, čeprav ni odigral nobene tekme. Dva meseca za tem je bil že član olimpijske odprave Srbije in Črne gore. Maja 2006 je bil Krasić eden ključnih igralceh Srbije in Črne gore na evropskem prvenstvu U-21, ko je ta ponovila uspeh in znova osvojila drugo mesto.

### Članska reprezentanca
Dobre predstave v mladinskih selekcijah so mu omogočile preboj v člansko reprezentanco Srbije, za katero je odigral celotne kvalifikacije za Svetovno prvenstvo 2010 ter dosegel tri zadetke.

## Statistika

### Klubska statistika
| Klub        | Sezona | Prvenstvo | Prvenstvo | Pokal   | Pokal   | Evropa  | Evropa  | Ostalo  | Ostalo  | Skupaj  | Skupaj  |
| Klub        | Sezona | Nastopi   | Zadetki   | Nastopi | Zadetki | Nastopi | Zadetki | Nastopi | Zadetki | Nastopi | Zadetki |
| ----------- | ------ | --------- | --------- | ------- | ------- | ------- | ------- | ------- | ------- | ------- | ------- |
| CSKA Moskva | 2004   | 7         | 0         | 1       | 0       | 4       | 0       | 0       | 0       | 12      | 0       |
| CSKA Moskva | 2005   | 27        | 2         | 8       | 1       | 14      | 0       | 1       | 0       | 50      | 3       |
| CSKA Moskva | 2006   | 26        | 3         | 6       | 0       | 8       | 0       | 1       | 0       | 41      | 3       |
| CSKA Moskva | 2007   | 22        | 4         | 3       | 0       | 6       | 1       | 1       | 0       | 32      | 5       |
| CSKA Moskva | 2008   | 28        | 6         | 2       | 1       | 6       | 0       | 0       | 0       | 36      | 7       |
| CSKA Moskva | 2009   | 26        | 9         | 3       | 0       | 10      | 4       | 1       | 0       | 40      | 13      |
| CSKA Moskva | 2010   | 10        | 2         | 0       | 0       | 3       | 0       | 1       | 0       | 14      | 2       |
| Skupaj      | Skupaj | 146       | 26        | 23      | 2       | 51      | 5       | 5       | 0       | 225     | 33      |

### Reprezentančni zadetki
| # | Datum            | Prizorišče      | Nasprotnik | Zadel za | Končni izid | Tekmovanje                          |
| - | ---------------- | --------------- | ---------- | -------- | ----------- | ----------------------------------- |
| 1 | 11. oktober 2008 | Beograd, Srbija | Litva      | 2-0      | 3-0         | Kvalifikacije za Svetovno prvenstvo |
| 2 | 15. oktober 2008 | Dunaj, Avstrija | Avstrija   | 1–0      | 3–1         | Kvalifikacije za Svetovno prvenstvo |
| 3 | 5. junij 2010    | Beograd, Srbija | Kamerun    | 1-1      | 4-3         | prijateljska tekma                  |

## Dosežki
- CSKA

- Pokal UEFA: 2005
- Ruska nogometna liga: 2005, 2006
- Ruski pokal: 2005, 2006, 2008 2009
- Ruski Superpokal: 2004, 2006, 2007, 2009